# Sensorglühen

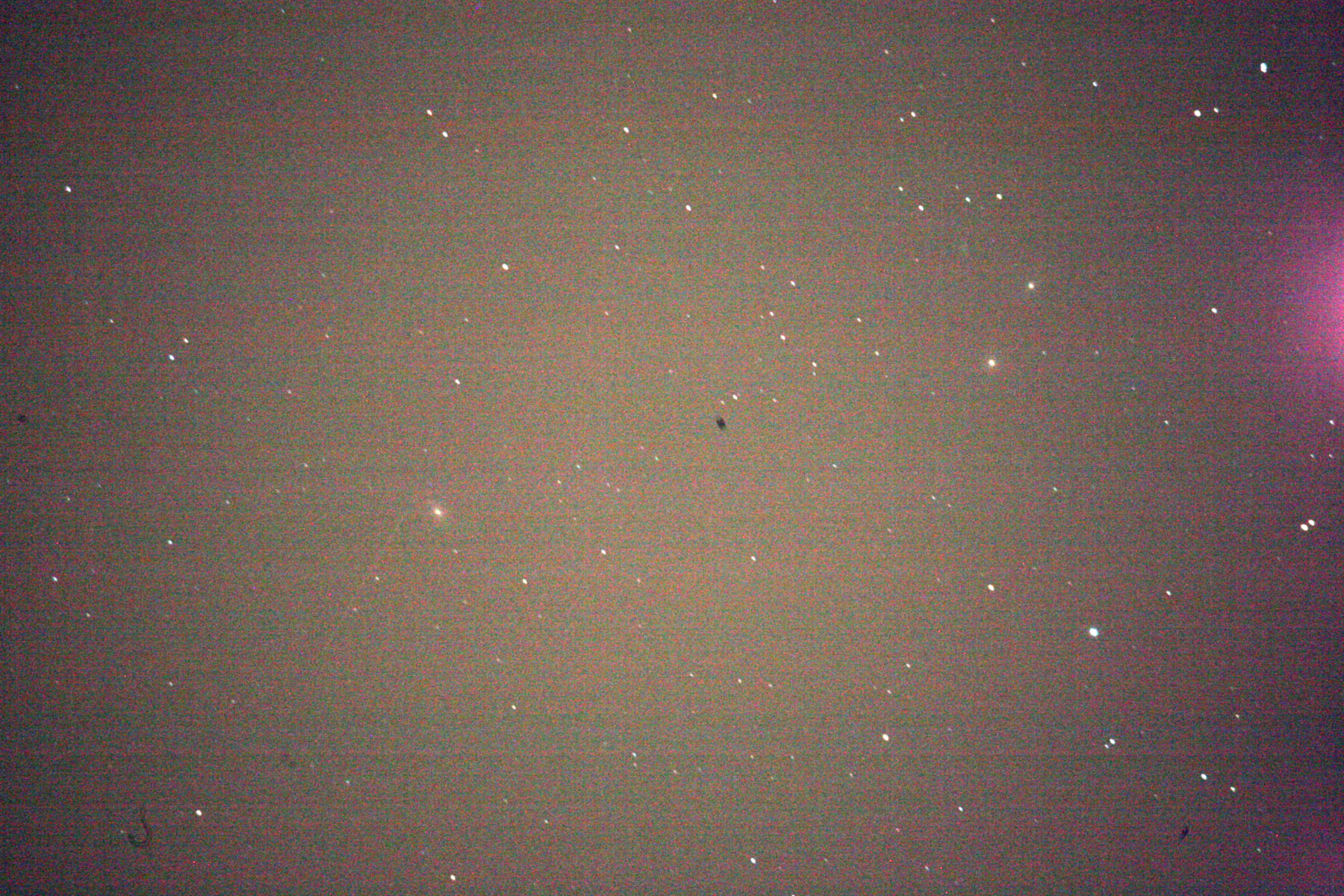
Sensorglühen (lila; am rechten Bildrand, oberhalb der Mitte und unten-rechts in der Ecke)

Das Sensorglühen ist ein (unerwünschter) Effekt bei Langzeitbelichtungen in der Digitalfotografie.
Bildsensoren sind auf einem breiteren Farbspektrum empfindlicher als es das menschliche Auge ist; so auch im infraroten Licht. Wärmestrahlung, welche die Kamera durch ihre elektrischen Komponenten abgibt, wird vom Sensor aufgenommen und dargestellt, obwohl sich die Strahlenquelle hinter dem Sensor oder seitlich von ihm befindet.
Diese Aufhellung erscheint als violettfarbener Fleck, oft als Kreissegment und je nach Kameramodell auch an mehreren Stellen am Bildrand, je nach Art und Anzahl der Wärmequellen im Innern der Kamera.
Auf der Vorderseite des Sensors ist zwar ein Infrarotfilter verbaut, dieser dämpft jedoch nur das Infrarotlicht aus Richtung des Objektivs; gegen die Wärmestrahlung im Innern der Kamera ist er wirkungslos.
Weil diese nahe Infrarotstrahlung die Pixel im betroffenen Bereich gleichermaßen trifft, sollte sie normalerweise „weiß“ sein. Da die Farbfilter vor den einzelnen Subpixeln eines Bayer-Sensors jedoch unterschiedlich viel Licht im jeweiligen Farbbereich hindurchlassen und darüber hinaus auch der vor dem Sensor befindliche Infrarotfilter oft noch einen Teil des roten Spektrums „verschluckt“, multipliziert der Weißabgleich der Kamera die Signale der einzelnen Farbkanäle mit unterschiedlichen Faktoren und macht so aus dem „weiß“ den violetten Farbton (das RAW-Bild würde bei Bayer-Sensoren ohne Weißabgleich eher grünlich aussehen).
Das Sensorglühen wird erst bei länger belichteten Aufnahmen im Sekunden- bzw. Minutenbereich im Bild sichtbar, da die Wärmestrahlung der Kamera im Normalfall sehr gering ist. Dadurch, dass die Kameraelektronik bei langen Belichtungen jedoch auch lange aktiv ist, kumulieren die Effekte: Die Kamera heizt sich allmählich auf und die Wärmestrahlung wird, je länger belichtet wird, auch immer mehr sichtbar. Umgangen wird dieses Problem bei Spezialkameras, z. B. in der Astrofotografie mit einer passiven Kühlung der Sensorrückseite durch Kühlbleche oder durch eine aktive Kühlung mit Peltier-Elementen, einer Wasserkühlung oder gar dem Einsatz von Kältemitteln.
In der digitalen Astrofotografie ist das Sensorglühen ein bekanntes Phänomen, dem durch ein nachträgliches Korrigieren („Dunkelbildabzug“) begegnet wird.